# La Chapelle-Gaceline
La Chapelle-Gaceline korábbi község Franciaországban, Morbihan megyében. Lakosainak száma 765 fő (2018. január 1.). La Chapelle-Gaceline Carentoir, Sixt-sur-Aff és La Gacilly községekkel határos.
2017. január 1-jén Glénac korábbi községgel együtt La Gacilly új község része lett.

## Népesség
A település népességének változása:
| Lakosok száma | 453  | 447  | 459  | 514  | 502  | 765  | 792  | 779  | 768  | 765  |
|               | 1968 | 1975 | 1982 | 1990 | 1999 | 2011 | 2013 | 2015 | 2017 | 2018 |